# Euscorpius trichasi
Espèce
Euscorpius trichasi est une espèce de scorpions de la famille des Euscorpiidae.

## Distribution
Cette espèce est endémique de Thessalie en Grèce. Elle se rencontre sur le mont Olympe vers Kokkinopilós.

## Description
Le mâle holotype mesure 33,65 mm et la femelle paratype 32,05 mm.

## Systématique et taxinomie
Cette espèce a été décrite par Tropea, Fet, Parmakelis et Stathi en 2024.

## Étymologie
Cette espèce est nommée en l'honneur d'Apostolos Trichas.

## Publication originale
- Tropea, Fet, Parmakelis & Stathi, 2024 : « Two New Species of Euscorpius (Scorpiones, Euscorpiidae) from Bulgaria and Greece. » Zoodiversity, vol. 58, no 1, p. 1-18 (texte intégral).